# Paulinho
José Paulo Bezerra Maciel Júnior, thường được biết đến với tên Paulinho, (sinh ngày 25 tháng 6 năm 1988) là một cầu thủ bóng đá người Brasil hiện đang chơi ở vị trí tiền vệ cho câu lạc bộ Corinthians. Anh từng thi đấu quốc tế cho đội tuyển quốc gia Brasil từ năm 2011 đến năm 2018.
Paulinho là một tiền vệ toàn diện, với tốc độ và khả năng đoán hướng bóng cực tốt, bao phủ một khoảng không gian lớn và tham gia vào cả phòng ngự lẫn tấn công, có băng lên phía trước để ghi bàn và cũng có thể lùi về phía sau để phòng thủ.

## Sự nghiệp câu lạc bộ

### Bắt đầu chơi bóng
Anh bắt đầu sự nghiệp của mình với câu lạc bộ Pão de Açúcar,gia nhập đội trẻ của câu lạc bộ vào năm 2003.Sau khi không lọt vào đội hình chính thức,Paulinho gia nhập câu lạc bộ ở Lithuanian FC Vilnius vào năm 2006.Anh chơi tốt trong hai mùa giải đầu tiên,ghi được 5 bàn thắng trong 37 lần ra sân,nhưng kết thúc mùa giải 2007,FC Vilnius bị chuyển xuống giải hạng hai và Paulinho rời câu lạc bộ chuyển tới Ba Lan, ký hợp đồng với câu lạc bộ ŁKS Łódź.Chơi một mùa giải ở Ba Lan,nơi anh có 16 trận ra sân,anh trở lại Brazil và chơi cho câu lạc bộ khởi nghiệp của mình Pão de Açúcar vào mùa hè năm 2008. Sau một mùa giải thành công,anh chuyển tới câu lạc bộ ở Serie B Bragantino vào năm 2009.

### Corinthians
Năm 2009,trong lúc đang chơi cho Bragantino,anh được sự chú ý của câu lạc bộ nhà giàu Sport Club Corinthians Paulista ở São Paulo,và đã được cho mượn tới câu lạc bộ.Bàn thắng đầu tiên của anh đến vào ngày 30 tháng 5 năm 2010, vào sân từ ghế dự bị để ghi bàn ấn định tỉ số 4–2 trước đại kình địch Santos.Anh là một nhân tố quan trọng giúp cho câu lạc bộ vô địch Brasileirão 2011 và chiếc cúp quốc gia Brazil 2012.Trên đường tới trận chung kết cúp quốc gia,Paulinho ghi bàn thắng duy nhất trong trận tứ kết với Vasco da Gama,vào phút thứ 87 đưa Corinthians tới bán kết.
Ngày 10 tháng 12 năm 2012,Paulinho lập một cú đúp trong trận thắng 5–1 trước Coritiba vào vòng 35 của giải quốc nội. Ngày 16 tháng 12,anh cùng Corinthians vô địch FIFA Club World Cup 2012 ở Yokohama,Nhật Bản với chiến thắng 1-0 trước câu lạc bộ vô địch châu Âu Chelsea.

### Tottenham Hotspur
Ngày 7 tháng 7 năm 2013,anh gia nhập câu lạc bộ Tottenham Hotspur ở Premier League với mức phí chuyển nhượng 17,5 triệu £,trở thành cầu thủ đắt giá nhất câu lạc bộ lúc bấy giờ.Sau đó,mức phí này đã bị phá vỡ bởi Roberto Soldado và Erik Lamela.
Anh có trận đấu đầu tiên cho câu lạc bộ vào ngày 18 tháng 8 trong trận thắng 1-0 trước câu lạc bộ Crystal Palace,trở thành cầu thủ xuất sắc nhất trận.Ngày 22 tháng 8,anh ghi bàn thắng đầu tiên trong trận thắng 5-0 trước Dinamo Tbilisi trong khuôn khổ vòng sơ loại Europa League. Bàn thắng đầu tiên của anh đến trong trận đấu thuộc khuôn khổ Premier League, ghi bàn ấn định tỉ số 1-0 trước Cardiff City.

## Sự nghiệp quốc tế
Anh có trận đấu đầu tiên cho Seleção vào ngày 14 tháng 9 năm 2011,trong trận hòa không bàn thắng với đại kình địch Argentina. Bàn thắng của anh đến trong trận đấu với chính Argentina một năm sau vào ngày 20 tháng 9 năm 2012, khi anh ghi bàn gỡ hòa 1-1 rồi sau đó chiến thắng 3-1.

### Cúp Liên đoàn các châu lục 2013

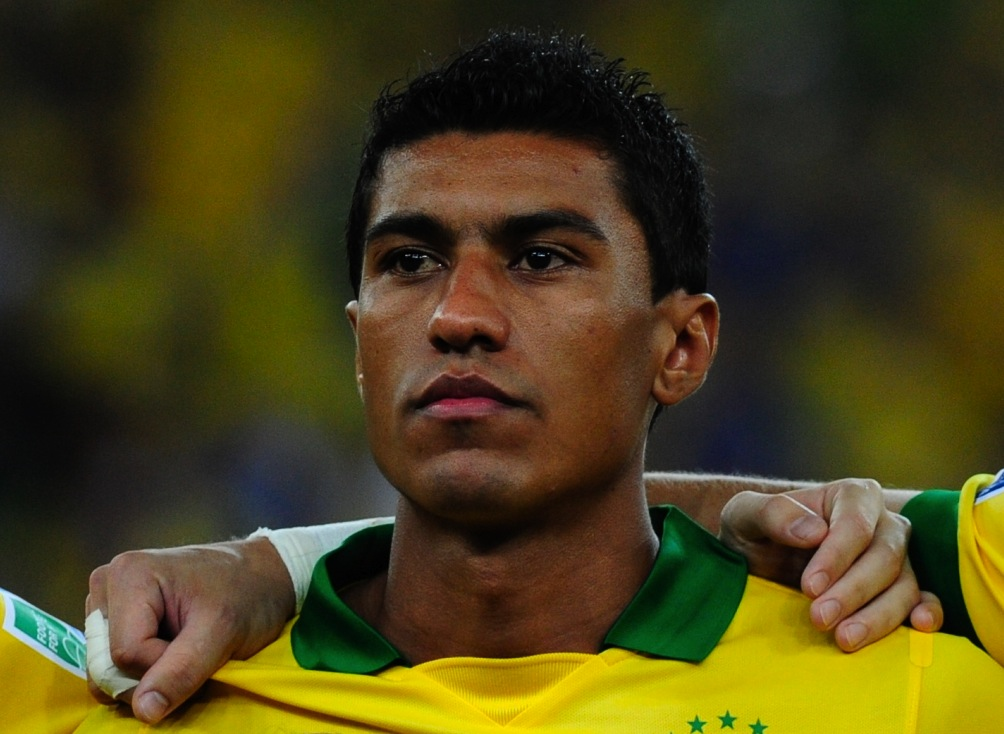
Paulinho trước thềm trận chung kết FIFA Confederations Cup 2013.

Anh được chọn bởi huấn luyện viên Luiz Felipe Scolari cho đội hình 23 cầu thủ Brazil tham dự Cúp Liên đoàn các châu lục 2013 diễn ra trên sân nhà. Và trong trận đấu cuối cùng của vòng loại gặp Anh trên sân Maracanã, Paulinho có cú volley sau quả tạt của Lucas Moura để cân bằng tỉ số 2–2. Trận đấu đầu tiên của vòng bảng vào ngày 15 tháng 6 với Nhật Bản, Paulinho ghi bàn thắng thứ hai của Brazil trong chiến thắng 3–0. Trận bán kết với Uruguay vào ngày 26 tháng 6, Paulinho ghi bàn ấn định tỉ số ở phút thứ 86 giúp Brazil thắng 2–1 đầy nghẹt thở và tiến vào trận chung kết. Trận chung kết gặp Đội tuyển bóng đá quốc gia Tây Ban Nha, anh ghi bàn thắng thứ hai giúp Brazil đánh bại đội đương kim vô địch thế giới và châu Âu 3-0. Kết thúc giải đấu, Paulinho nhận danh hiệu quả bóng đồng, giải thưởng dành cho cầu thủ xuất sắc thứ ba giải đấu. Sau Confed Cup anh nhận được nhiều lời đề nghị từ các đội bóng lớn hàng đầu châu Âu, tuy nhiên anh quyết định chọn Tottenham Hotspur.

### World Cup 2014
Anh được huấn luyện viên Luiz Felipe Scolari triệu tập vào danh sách 23 cầu thủ tham dự World Cup 2014 tổ chức tại quê nhà Brasil. Tại giải đấu này, anh không ghi được bàn thắng nào nhưng đã có những pha kiến tạo thành bàn để giúp Brasil góp mặt ở vòng bán kết sau 12 năm chờ đợi kể từ World Cup 2002. Ở vòng bán kết, vũ công Samba đã phải nhận thất bại nặng nề 1-7 trước những cỗ xe tăng Đức (đội sau đó đăng quang), đẩy Brasil xuống chơi ở trận tranh hạng ba với Hà Lan và thua chung cuộc 0-3, kết thúc giải ở vị trí thứ tư và cá nhân Paulinho không để lại ấn tượng gì.

### World Cup 2018
Anh tiếp tục được huấn luyện viên Tite triệu tập tham dự World Cup 2018 trên đất Nga. Tại giải đấu này, anh chỉ có một bàn thắng trong trận thắng 2-0 trước Serbia. Đội tuyển Brasil sau đó lọt vào tứ kết và thua chung cuộc 1-2 trước Bỉ.

## Thống kê sự nghiệp

### Câu lạc bộ
Tính đến 11 tháng 11 năm 2018
| Câu lạc bộ                         | Mùa giải            | Giải đấu | Giải đấu | Cúp quốc gia | Cúp quốc gia | Châu lục1 | Châu lục1 | Khác2 | Khác2 | Tổng cộng | Tổng cộng |
| Câu lạc bộ                         | Mùa giải            | Trận     | Bàn      | Trận         | Bàn          | Trận      | Bàn       | Trận  | Bàn   | Trận      | Bàn       |
| ---------------------------------- | ------------------- | -------- | -------- | ------------ | ------------ | --------- | --------- | ----- | ----- | --------- | --------- |
| FC Vilnius                         |                     |          |          |              |              |           |           |       |       |           |           |
| 2006                               | 17                  | 2        | —        | —            | —            | —         | —         | —     | 17    | 2         |           |
| 2007                               | 21                  | 3        | —        | —            | —            | —         | —         | —     | 21    | 3         |           |
| Tổng cộng                          | 38                  | 5        | —        | —            | —            | —         | —         | —     | 38    | 5         |           |
| ŁKS Łódź                           |                     |          |          |              |              |           |           |       |       |           |           |
| 2007–08                            | 17                  | 0        | —        | —            | —            | —         | —         | —     | 17    | 0         |           |
| Tổng cộng                          | 17                  | 0        | —        | —            | —            | —         | —         | —     | 17    | 0         |           |
| Bragantino                         |                     |          |          |              |              |           |           |       |       |           |           |
| 2009                               | 28                  | 6        | —        | —            | —            | —         | 18        | 8     | 46    | 14        |           |
| Tổng cộng                          | 28                  | 6        | —        | —            | —            | —         | 18        | 8     | 46    | 14        |           |
| Corinthians                        |                     |          |          |              |              |           |           |       |       |           |           |
| 2010                               | 27                  | 4        | —        | —            | 1            | 0         | —         | —     | 28    | 4         |           |
| 2011                               | 35                  | 8        | —        | —            | 1            | 0         | 20        | 3     | 56    | 11        |           |
| 2012                               | 23                  | 7        | —        | —            | 14           | 3         | 15        | 3     | 52    | 13        |           |
| 2013                               | 1                   | 1        | —        | —            | 8            | 2         | 16        | 3     | 25    | 6         |           |
| Tổng cộng                          | 86                  | 20       | —        | —            | 24           | 5         | 51        | 9     | 161   | 34        |           |
| Tottenham Hotspur                  |                     |          |          |              |              |           |           |       |       |           |           |
| 2013–14                            | 30                  | 6        | 2        | 1            | 5            | 1         | —         | —     | 37    | 8         |           |
| 2014–15                            | 15                  | 0        | 3        | 1            | 8            | 1         | 4         | 0     | 30    | 2         |           |
| Tổng cộng                          | 45                  | 6        | 5        | 2            | 13           | 2         | 4         | 0     | 67    | 10        |           |
| Quảng Châu Hằng Đại Đào Bảo        | 2015                | 13       | 2        | 0            | 0            | 6         | 1         | 3     | 2     | 22        | 5         |
| Quảng Châu Hằng Đại Đào Bảo        | 2016                | 30       | 8        | 8            | 3            | 5         | 0         | 1     | 0     | 44        | 11        |
| Quảng Châu Hằng Đại Đào Bảo        | 2017                | 11       | 4        | 0            | 0            | 8         | 5         | 1     | 0     | 20        | 9         |
| Quảng Châu Hằng Đại Đào Bảo        | Tổng cộng           | 54       | 14       | 8            | 3            | 19        | 6         | 5     | 2     | 86        | 25        |
| Barcelona                          | 2017–18             | 34       | 9        | 6            | 0            | 9         | 0         | 0     | 0     | 49        | 9         |
| Barcelona                          | Tổng cộng           | 34       | 9        | 6            | 0            | 9         | 0         | 0     | 0     | 49        | 9         |
| Quảng Châu Hằng Đại Đào Bảo (mượn) | 2018                | 19       | 13       | 0            | 0            | 0         | 0         | 0     | 0     | 19        | 13        |
| Tổng cộng sự nghiệp                | Tổng cộng sự nghiệp | 329      | 76       | 28           | 6            | 65        | 13        | 113   | 26    | 535       | 121       |

1Bao gồm Copa Libertadores, UEFA Europa League và AFC Champions League.
2Bao gồm Club World Cup và Paulista.

### Quốc tế
Tính đến 6 tháng 7 năm 2018.
| Brasil    | Brasil | Brasil |
| Năm       | Trận   | Bàn    |
| --------- | ------ | ------ |
| 2011      | 1      | 0      |
| 2012      | 7      | 2      |
| 2013      | 16     | 3      |
| 2014      | 8      | 0      |
| 2016      | 5      | 1      |
| 2017      | 9      | 5      |
| 2018      | 9      | 2      |
| Tổng cộng | 55     | 13     |

### Bàn thắng cho đội tuyển quốc gia
|     | Ngày                 | Địa điểm                                      | Đối thủ   | Bàn thắng | Kết quả | Giải đấu                 |
| --- | -------------------- | --------------------------------------------- | --------- | --------- | ------- | ------------------------ |
| 1.  | 20 tháng 9 năm 2012  | Sân vận động Serra Dourada, Goiânia, Brasil   | Argentina | 1–1       | 2–1     | Giao hữu                 |
| 2.  | 16 tháng 10 năm 2012 | Sân vận động Miejski, Wrocław, Ba Lan         | Nhật Bản  | 1–0       | 4–0     | Giao hữu                 |
| 3.  | 3 tháng 6 năm 2013   | Sân vận động Maracanã, Rio de Janeiro, Brasil | Anh       | 2–2       | 2–2     | Giao hữu                 |
| 4.  | 16 tháng 3 năm 2013  | Sân vận động Mané Garrincha, Brasília, Brasil | Nhật Bản  | 2–0       | 3–0     | Confed Cup 2013          |
| 5.  | 27 tháng 6 năm 2013  | Sân vận động Mineirão, Belo Horizonte, Brasil | Uruguay   | 2–1       | 2–1     | Confed Cup 2013          |
| 6.  | 10 tháng 11 năm 2016 | Sân vận động Mineirão, Belo Horizonte, Brasil | Argentina | 3–0       | 3–0     | Vòng loại World Cup 2018 |
| 7.  | 23 tháng 3 năm 2017  | Sân vận động Centenario, Montevideo, Uruguay  | Uruguay   | 1–1       | 4–1     | Vòng loại World Cup 2018 |
| 8.  | 23 tháng 3 năm 2017  | Sân vận động Centenario, Montevideo, Uruguay  | Uruguay   | 2–1       | 4–1     | Vòng loại World Cup 2018 |
| 9.  | 23 tháng 3 năm 2017  | Sân vận động Centenario, Montevideo, Uruguay  | Uruguay   | 4–1       | 4–1     | Vòng loại World Cup 2018 |
| 10. | 31 tháng 8 năm 2017  | Arena do Grêmio, Porto Alegre, Brasil         | Ecuador   | 1–0       | 2–0     | Vòng loại World Cup 2018 |
| 11. | 10 tháng 10 năm 2017 | Allianz Parque, São Paulo, Brasil             | Chile     | 1–0       | 3–0     | Vòng loại World Cup 2018 |
| 12. | 23 tháng 3 năm 2018  | Sân vận động Luzhniki, Moscow, Nga            | Nga       | 3–0       | 3–0     | Giao hữu                 |
| 13. | 27 tháng 6 năm 2018  | Otkrytiye Arena, Moscow, Nga                  | Serbia    | 1–0       | 2–0     | World Cup 2018           |